# Chór Męski „Agricola” Krakowskiego Środowiska Akademickiego
 Chór Męski „Agricola” Krakowskiego Środowiska Akademickiego – chór akademicki założony w 2007 roku w Krakowie przy Uniwersytecie Rolniczym im. Hugona Kołłątaja.

## Historia
Chór powstał w 2007 roku z inicjatywy prof. Kazimierza Wiecha – byłego członka Krakowskiego Chóru Akademickiego Uniwersytetu Jagiellońskiego, który w ten sposób postanowił kontynuować tradycję prawie 140-letniej działalności KChAUJ. Założyciel chciał wypełnić lukę, którą stanowił brak akademickiego zespołu, w którym mogliby śpiewać uzdolnieni muzycznie pracownicy wszystkich krakowskich uczelni. Takie zespoły istnieją w zachodniej Europie w prawie każdym liczącym się środowisku akademickim.
W 2012 roku decyzją Konwentu Rektorów krakowskich uczelni Chór Agricola został wybrany na reprezentanta Krakowskiego Środowiska Akademickiego.
Chór od początku działalności jest goszczony przez Uniwersytet Rolniczy im. Hugona Kołłątaja w Krakowie.
Dyrygentem Chóru Agricola jest dr Joanna Gutowska-Kuźmicz, pracownik Uniwersytetu Rolniczego w Krakowie. W 2016 roku otrzymała z rąk prezydenta Krakowa Jacka Majchrowskiego Odznakę "Honoris Gratia" za zasługi dla Miasta Krakowa.
Chór ma formułę otwartą, przyjmując do swego składu mężczyzn (niebędących studentami) – obecnych i byłych pracowników krakowskich uczelni, byłych członków zespołów akademickich, a także chętnych do śpiewania w chórze biznesmenów oraz nauczycieli.
W 2012 roku w wyniku ogłoszonego konkursu wewnętrznego zostało przyjęte logo oraz obecna nazwa. Chór Agricola honoruje swoich chórzystów w każdym roku za szczególne zasługi na rzecz chóru odznaczeniem Agricolańskie Miecze.
Liczebność chóru zwiększa się, chór koncertuje w kraju i za granicą (m.in. wielokrotnie w Holandii, a także w Belgii, we Włoszech i Lwowie), uczestniczy w festiwalach, organizuje warsztaty muzyczne w oparciu o udział własny chórzystów, życzliwych sponsorów i mecenasów sztuki oraz uczelni. Chór zdobywał wiele nagród w Polsce i za granicą. Chór Agricola bierze udział w festiwalach i koncertach patriotycznych, festiwalach pieśni myśliwskich, w koncertach kolęd w kościołach krakowskich a także konkursach kolęd i pastorałek.
Chór Agricola jest organizatorem projektu Building Bridges, czyli budowania mostów muzycznych pomiędzy chórami z Anglii, Holandii i Polski. Wspólne koncerty tego projektu rozpoczęły się w Krakowie w roku 2015.
W latach 2011 oraz 2014 Chór Agricola uczestniczył w uroczystościach państwowych w tym w obchodach 70-lecia wyzwolenia Bredy przez 1. Dywizję Pancerną pod dowództwem gen. Stanisława Maczka.